# Polisens grader i Andorra
Polisens grader i Andorra visar den hierarkiska ordningen mellan poliserna i Andorras poliskår - Cos de Policia d’Andorra.
| Lönegrad | Personalkategori (Escala) | Tjänstegrad       | Motsvarighet i den svenska polisen |
| -------- | ------------------------- | ----------------- | ---------------------------------- |
| C1       | Bàsica                    | Agent             | Polisassistent                     |
| B4       | Intermèdia                | Caporal           | Polisinspektör                     |
| B3       | Intermèdia                | Sotsoficial       | Polisinspektör                     |
| B3       | Intermèdia                | Sotsoficial major | Polisinspektör                     |
| B2       | Executiva                 | Oficial           | Poliskommissarie                   |
| B1       | Executiva                 | Oficial major     | Poliskommissarie                   |
| A2       | Superior                  | Comissari         | Polisintendent                     |
| A1       | Superior                  | Comissari major   | Polismästare                       |